# Васіле Оларіу
Васіле Оларіу (рум. Vasile Olariu; нар. 6 липня 1987, Синніколау-Маре, Румунія) — румунський футболіст, атакувальний півзахисник клубу «Афумаці».

## Кар'єра гравця
Народився в Синніколау-Маре. Професіональну кар'єру розпочав у клубі «Уніря» (Синніколау-Маре), після чого два сезони відіграв у клубі «Префаб» (Моделу). В 2008 році перейшов до клубу «Рамніку» (Вилча). В 2009 році його контракт викупив клуб «Вікторія» (Бренешти), де він був лідером команди та допоміг їй завоювати путівку до Ліги I, відзначився 16-ма голами в сезоні 2009/10 років у Лізі II. Вісім з цих м'ячів Васіле забив з пенальті.
У вересні 2011 року Оларіу погодився на правах річної оренди до «Олександрії», яка на той час виступала в українській Прем'єр-лізі, але зіграв у складі олександрійської команди лише 1 матч у кубку України, а по завершенні осінньої частини чемпіонату повернувся до румунського клубу.

## Кар'єра в збірній
У березні 2010 році дебютував у футболці збірній Румунії U-23 в матчі проти однолітків з Італії. У збірній зіграв лише 2 матчі.

## Досягнення
- Ліга II
  -  Чемпіон (1): 2009/10